# Beth (cantora)
Elisabeth Rodergas Cols, mais conhecida como Beth, (Súria, 23 de dezembro de 1981- ) é uma popular cantora espanhola. Em 2003, participou no concurso de talentos Operación Triunfo. Ela terminou em terceiro lugar, mas numa votação em separado, foi selecionada pela audiência para competir no  Festival Eurovisão da Canção 2003. A sua vitória criou controvérsia por ela ser uma defensora da independência da Catalunha.

## Discografia
| Informação do álbum |
| --- |
| Otra Realidad - Lançado: April 23, 2003 (SPN) - Melhor posição no top: #1 (SPN) - Certificação AFYVE: 200.000 discos vendidos (2 Platinas) - Singles oficiais: - 2003 "Dime" — #1 (SPN) - 2003 "Parando El Tiempo" — #3 (SPN) - 2004 "Otra Realidad" — #4 (SPN) - 2004 "Estás" — #7 (SPN) |
| Palau De La Música Catalana - Lançado: 20 de abril de 2004 (SPN) - Melhor posição no top: #4 (SPN) - Melhor posição no top: 50. 000 cópias (ouro) - Single oficial: - 2004 "La Luz (Live)" — #2 (SPN)                                                                                     |
| My Own Way Home - Lançado: 9 de outubro de 2006 (SPN) - Melhor posição no top: #57 - Singles oficiais: - 2006 "Rain On Me" - 2007 "All These Things" |
| Segueix-me el fil - Lançado: May 18, 2010 (SPN) - Melhor posição no tops: #37 - Singles oficiais: - 2010 "Tots els botons" - 2010 "Terra trencada" |

## Ligações esxternas
- (em castelhano), (em catalão) e (em inglês) Página Oficial da cantora